# Euagra intercisa
Euagra intercisa är en fjärilsart som beskrevs av Butler 1876. Euagra intercisa ingår i släktet Euagra och familjen björnspinnare. Inga underarter finns listade i Catalogue of Life.